# Rough and Tough and Dangerous - The Singles 94/98 (VHS)
Rough and Tough and Dangerous - The Singles 94/98 je druhá VHS německé skupiny Scooter. Byla vydána 2. ledna 1998. Vyšla společně se stejnojmennou kompilací singlů. Obsahuje dvanáct videoklipů a jeden dokument o natáčení videoklipu (No Fate).

## Seznam skladeb
| Pořadí         | Název                    | Délka |
| -------------- | ------------------------ | ----- |
| 1.             | Intro                    | 0:30  |
| 2.             | Hyper Hyper              | 3:37  |
| 3.             | Move Your Ass!           | 3:55  |
| 4.             | Friends                  | 3:47  |
| 5.             | Endless Summer           | 3:55  |
| 6.             | Back In The U.K.         | 3:25  |
| 7.             | Let Me Be Your Valentine | 3:47  |
| 8.             | Rebel Yell               | 3:42  |
| 9.             | I'm Raving               | 3:36  |
| 10.            | Break It Up              | 3:38  |
| 11.            | Fire                     | 3:31  |
| 12.            | The Age Of Love          | 3:50  |
| 13.            | No Fate                  | 3:38  |
| 14.            | Making Of No Fate        | 0:25  |
| Celková délka: | Celková délka:           | 45:16 |